# Julio Merino
Julio Merino González (Nueva Carteya, 5 de abril de 1940 – Córdoba, 23 de enero de 2025) fue un periodista y escritor español. A lo largo de su carrera llegó a dirigir varias publicaciones periódicas.

## Biografía
Julio Merino nació en la localidad cordobesa de Nueva Carteya en 1940. Realizó estudios de magisterio en la Escuela normal de Córdoba, si bien se dedicaría al periodismo. Durante la Dictadura franquista llegó a ejercer como redactor del diario Arriba, redactor-jefe del Diario SP, subdirector del diario Pueblo y director de la agencia de noticias Pyresa.
En 1978 adquirió una parte de las acciones del diario El Imparcial y pasó a ejercer como su director. Durante el periodo en que dirigió la publicación, esta habría ido adoptando una línea editorial más derechista y radical. En julio de 1979 abandonó la redacción de El Imparcial junto a Fernando Latorre de Félez. Unos meses después, en diciembre, fue nombrado director del Diario de Barcelona. Fue fundador del semanario ultraderechista El Heraldo Español, cuyo primer número salió a la calle el 1 de abril de 1980 y del cual fue director.
Falleció en Córdoba el 23 de enero de 2025, víctima de una enfermedad.